# Nguyễn Phúc An Nhàn
Nguyễn Phúc An Nhàn (chữ Hán: 阮福安嫻; 1836 – 7 tháng 7 năm 1854), phong hiệu Xuân Vân Công chúa (春雲公主), là một công chúa con vua Minh Mạng nhà Nguyễn trong lịch sử Việt Nam.

## Tiểu sử
Hoàng nữ An Nhàn sinh năm Bính Thân (1836), là con gái thứ 51 của vua Minh Mạng, mẹ là Ngũ giai Hòa tần Nguyễn Thị Khuê. Công chúa là con thứ bảy của bà Hòa tần.
Năm Tự Đức thứ 6 (1853), công chúa lấy chồng là Phò mã Đô úy Hồ Văn Ngoạn, người Biên Hòa, giữ chức Phó vệ úy Cấm binh. Phò mã Ngoạn là con trai của Chưởng vệ Hồ Văn Thập, và là cháu nội của Đô thống Chưởng phủ sự Phước Quốc công Hồ Văn Bôi. Ông Hồ Văn Bôi còn là cha của bà Tá Thiên Nhân Hoàng hậu Hồ Thị Hoa, chánh thất của vua Minh Mạng và là mẹ của vua Thiệu Trị.
Năm Tự Đức thứ 7 (1854), Giáp Dần, ngày 13 tháng 6 (âm lịch), lấy chồng mới được một năm thì công chúa An Nhàn mất, hưởng dương 19 tuổi, được truy tặng làm Xuân Vân Công chúa (春雲公主), thụy là Uyển Tĩnh (婉靜). Mộ của bà được táng tại An Cựu (thuộc Hương Thủy, Thừa Thiên - Huế). Năm Tự Đức thứ 19 (1866), Bính Dần, phò mã Ngoạn qua đời.